# Moore (Oklahoma)
Moore è una città degli Stati Uniti, situata nella contea di Cleveland nello Stato dell'Oklahoma. Fa parte dell'area metropolitana di Oklahoma City.
È stata colpita tra il 1998 e il 2013 da numerosi tornado, l'ultimo dei quali catalogato come forza EF5.

## Geografia fisica
Le coordinate geografiche della città sono 35°20′20″N 97°29′15″W (35.338889, -97.4875). Moore ha una superficie di 56,7 km² di cui 0,4 di acque interne. Moore è situata a 382 m s.l.m.

## Storia

### Danni dei tornado
La città di Moore fu danneggiata da potenti tornado il 4 ottobre 1998, il 3 maggio 1999, nel maggio 2003 e del 2010 ed il 20 maggio 2013. Moore si colloca nella cosiddetta Tornado Alley, un termine che significa che nell'area i tornado sono molto frequenti.

#### Tornado del 2013
Il 20 maggio 2013 un tornado identificato EF5 nella Scala Fujita Enhanced ha colpito il territorio di Moore della vicina Newcastle e la parte sud di Oklahoma City, con venti di oltre 320 km/h ed una larghezza di due km, causando 24 morti.